# Харрис, Том (футболист)
Томас Харрис (англ. Thomas Harris; 18 сентября 1905 — март 1985), также известный как Том Харрис (англ. Tom Harris) или Томми Харрис (англ. Tommy Harris) — английский футболист, нападающий.

## Футбольная карьера
Начал футбольную карьеру в любительском клубе «Скелмерздейл Юнайтед». В июне 1926 года перешёл в «Манчестер Юнайтед». В основном составе дебютировал 30 октября 1926 года в выездном матче Первого дивизиона против «Вест Хэм Юнайтед» на стадионе «Болейн Граунд». 9 февраля 1927 года забил свой первый (и единственный) гол за «Манчестер Юнайтед» в домашнем матче против «Ньюкасл Юнайтед» на стадионе «Олд Траффорд». Всего в сезоне 1926/27 провёл за команду 4 матча и забил 1 мяч (все — в Первом дивизионе). В следующем сезоне в основном составе не появлялся, и в июле 1928 года покинул клуб.
В сезоне 1928/29 выступал за «Уиган Боро» в Третьем северном дивизионе, сыграв за него 28 матчей и забив 8 мячей. В сезоне 1929/30 выступал сначала за «Ротерем Юнайтед» (6 матчей, 1 гол), а затем за «Кру Александра», за который продолжил играть и в последующем сезоне. Впоследствии играл за «Чорли» в Комбинации Ланкашира.
Умер в марте 1985 года.

## Статистика выступлений
| Клуб              | Сезон            | Лига                     | Лига | Лига | Кубок | Кубок | Итого | Итого |
| Клуб              | Сезон            | Дивизион                 | Игры | Голы | Игры  | Голы  | Игры  | Голы  |
| ----------------- | ---------------- | ------------------------ | ---- | ---- | ----- | ----- | ----- | ----- |
| Манчестер Юнайтед | 1926/27          | Первый дивизион          | 4    | 1    | 0     | 0     | 4     | 1     |
| Манчестер Юнайтед | 1927/28          | Первый дивизион          | 0    | 0    | 0     | 0     | 0     | 0     |
| Манчестер Юнайтед | Итого            | Итого                    | 4    | 1    | 0     | 0     | 4     | 1     |
| Уиган Боро        | 1928/29          | Третий северный дивизион | 24   | 8    | 0     | 0     | 24    | 8     |
| Уиган Боро        | Итого            | Итого                    | 24   | 8    | 0     | 0     | 24    | 8     |
| Ротерем Юнайтед   | 1929/30          | Третий северный дивизион | 6    | 1    | 0     | 0     | 6     | 1     |
| Ротерем Юнайтед   | Итого            | Итого                    | 6    | 1    | 0     | 0     | 6     | 1     |
| Кру Александра    | 1929/30          | Третий северный дивизион | 26   | 5    | 0     | 0     | 26    | 5     |
| Кру Александра    | 1930/31          | Третий северный дивизион | 15   | 1    | 0     | 0     | 1     | 1     |
| Кру Александра    | Итого            | Итого                    | 41   | 6    | 0     | 0     | 41    | 6     |
| Всего за карьеру  | Всего за карьеру | Всего за карьеру         | 75   | 16   | 0     | 0     | 75    | 16    |